# Олга Николајевна
Велика кнегиња Олга Николаевна од Русије (рус. Великая Княжна Ольга Николаевна; 15. новембар [по јулијанском 3. новембар] 1895. – 17 јули. 1918) била је руска велика кнегиња, најстарија кћерка последњег цара Руског царства Николаја II и његове жене Александре Фјодоровне.
У њеној младости, питање њене удаје било је предмет великих спекулација у Русији. Као потенцијални младожења, помињао се велики војвода Русије Димитриј Павлович, румунски престолонаследник Карол, Едвард, принц од Велса, најстарији син британског Џорџа V, и српски престолонаследник Александар I Карађорђевић. Сама Олга је желела да се уда за Руса и да остане у својој домовини. Током Првог светског рата неговала је рањене војнике у војној болници све док јој сопствени живци нису попустили, а затим је надгледала административне дужности у болници.
Убијена је у ноћи 17. јула 1918. године, када су њу и њену породицу стрељали бољшевици. Годинама касније, Руска православна црква канонизовала ју је, а деведесетих година прошлог века њени остаци су идентификовани ДНК тестирањем и сахрањени су на погребној церемонији у цркви Петра и Павла у Санкт Петербургу заједно са остацима њених родитеља и две њене сестре.

## Личне особине
Олга је имала кестењасто плаву косу, светлоплаве очи, широко лице и подигнут нос. Имала је десет година, када је њен учитељ Пјер Жилијар изјавио да је била „веома поштена” са „блиставим, несташним очима и помало забаченим носом”. Бароница Софи Буџведен, дворска дама њене мајке, рекла је да је „[она] ] је била лепа и висока, са насмејаним плавим очима, помало кратким носом, који је назвала 'my humble snub', и лепим зубима. Сматрала се мање лепом од својих сестара, Татјане и Марије и њен изглед се мењао како је старила. „Као дете је била обична, са петнаест је била лепа“, написала је мајчина пријатељица Лили Ден. „Била је нешто изнад средње висине, свежег тена, дубоких плавих очију, пуно светле кестењасте косе и лепих руку и стопала.“ У својим мемоарима, Мериел Бјукенен је описала физички изглед седамнаестогодишње Олга на царском балу 1912: „Није имала правилне црте лица, готово мистичну лепоту своје сестре Татјане Николајевне, али са прилично нагнутим носом, широким устима које се смеју, блиставо плавим очима, имала је шарм, свежина, очаравајућа бујност која ју је учинила неодољивом.“
Олга је била саосећајна и настојала је да помогне другима. Као дете, видела је девојчицу како плаче на путу. Поклонила је своју лутку из кочије, рекавши: „Не плачи, девојчице, ево ти лутке.“ Бароница Софи Буџведен се присетила да је „била великодушна и да је апел на њу наишао на тренутну реакцију. "Ох, мора се помоћи јадној тој и тој. Морам то некако да урадим", рекла би она." Када је имала 20 година, преузела је контролу над делом свог позамашног богатства и почела је да самостално одговара на захтеве за добротворне сврхе. Једног дана када је била у вожњи видела је мало дете како користи штаке. Питала је за дете и сазнала да су његови родитељи сувише сиромашни да би приуштили лечење. Одвојила је додатак да покрије дететове медицинске рачуне. Судски званичник, Александар Мосолов, сећао се да је Олгин карактер био „уједначен, добар, са скоро анђеоском добротом“ док је била млада жена.
Олга је била позната по својој брзој нарав и ћудљивости. Као мало дете, рекла је сликару портрета: „Ти си веома ружан човек и ни мало ми се не свиђаш!“ Пријатељица њене мајке Ана Вирубова написала је да су Олгине „главне карактеристике биле... јака воља и изузетно директна навика размишљања и делања... Дивне особине код жене, те исте особине често се искушавају у детињству, а Олга се као девојчица понекад показивала својевољно, па чак и непослушно." Дана 11. јануара 1909. године, Александра је тринаестогодишњу Олгу опомињала на грубост и лоше понашање. Тинејџерки је рекла да мора да буде љубазна према слугама, који су је добро чували и давали све од себе за њу, и да не треба да „нервира“ своју дадиљу када је уморна и када се не осећа добро. Олга је 12. јануара 1909. одговорила да ће се трудити да буде боље, али то није било лако јер се њена дадиља љути и разбесни на њу без доброг разлога. Међутим, Елизавета Ерсберг, једна од слушкиња, рекла је својој нећаки да су слуге понекад имале добар разлог да буду љуте на Олгу јер је најстарија велика кнегиња знала да буде размажена, превртљива и лења. Александра је 24. јануара 1909. године активну тинејџерку, која је својевремено потписала још једно своје писмо надимком „Нејашени козак“, поново прекорила: „Брзо растеш — немој да дивљаш и удараш и показујеш ноге, то је није лепа. Никада то нисам радила ни у твојим годинама, ни када сам била мања и млађа чак." Према Ани, Олга је била изузетно лепа, блиставих плавих очију и дивног тена, Олга је личила на свог оца по финоћи њених црта лица, посебно у њеном нежном, благо нагнутом носу.' и била је висока 165 центиметара.
Олгина гувернанта и учитељи су приметили да је имала неке аутократске импулсе. У посети музеју где су биле изложене државне кочије, Олга је наредила једном од слугу да припреми највећу и најлепшу кочију за њену свакодневну вожњу. Њене жеље нису испоштоване, на велико олакшање њене гувернанте Маргарете Игар.
Олга је била веома интелигентна и уживала је у учењу. „Најстарија, Олга Николајевна, имала је изузетно брз мозак“, присећа се њен швајцарски учитељ Пјер Гилијард. „Имала је добру моћ расуђивања, као и иницијативу, веома независан начин понашања и дар за брзо и забавно понављање.” Уживала је читајући о политици и читајући новине. Наводно, читала је књиге из мајчине селекције. Када би била ухваћена како узима књигу пре него што је мајка прочита, Олга би у шали рекла мајци да Александра мора да сачека да прочита роман док Олга не утврди да ли је то прикладна књига за њу.
Олга је била музички надарена. Њени учитељи су рекли да је имала „апсолутно исправно ухо“. Бароница Софи Буксгевден је рекла да је „могла да свира по слуху све што је чула, и могла је да транспонује 'компликоване музичке комаде, да свира најтежу пратњу а њен додир на клавиру је био диван. Лепо је певала у мецозопрану. Била је лења у вежбању, али када би је дух покренуо, свирала би сатима."

## Детињство
Олга је рођена 15. новембра 1895. године. Била је најстарије дете и ћерка цара Николаја и царице Александре. Порођај је био тежак, а Александра је имала порођај 13 сати. На крају, др От је користио клешта за порођај Олге. Имала је 4,5 кг при рођењу, а била је толико чврста да је Николас рекао да не личи на новорођенче. Њени родитељи су били пресрећни и инсистирали су да нису разочарани што им прво дете није дечак. Када му је честитао дворски коморник, Николас је изјавио: „Драго ми је што је наше дете девојчица. Да је био дечак, припадао би народу, као девојчица, она припада нама”. Александра се сложила: „За нас пол није битан. Наше дете је једноставно дар од Бога.“
Године 1896. Николај и Александра су довели Олгу у посету Шкотској, Француској и Дармштату. У Балморалу је Викторија, краљица Уједињеног Краљевства, Александрина бака и Олгина прабака, први пут срела Олгу. Краљица Викторија је одобрила Олгу и изјавила да је "беба величанствена". У Француској је Олга била веома популарна. Николај је својој мајци рекао да је „наша ћерка свуда оставила сјајан утисак“. Олга је дочекана узвицима "Vive la bebe!"
Олга и њена браћа и сестре одгајани су што једноставније. Спавали су на тврдим камперским креветима, осим ако нису били болесни, и купали су се у хладној води сваког јутра. Слуге су Олгу и њену браћу и сестре звали по њиховим именима и патронимима, а не по царским титулама.
Олга је имала четворо браће и сестара: Татјану, Марију, Анастасију и Алексеја. Њена прабака краљица Викторија била је једна од њених кума.
Олгина руска титула (Velikaya Knyazhna Великая Княжна) најпрецизније је преведена као „Велика принцеза“, што значи да је Олга, као „царско височанство“, била вишег ранга од других принцеза у Европи које су биле „краљевска височанства“. Међутим, "велика војвоткиња" је уобичајени енглески превод. Олгини пријатељи и породица углавном су је звали једноставно Олга Николајевна или су јој дали надимак „Олишка“, „Оленка“ или „Оља“.
Олга је најчешће била са својом сестром Татјаном. Две девојке су делиле собу, подједнако обучене и биле су познате као "Велики пар".
Године 1900, пре него што јој се родио брат Алексеј, њен отац се тешко разболео од тифусне грознице. Током овог периода, царица је покушала да убеди свог мужа да промени законе о наслеђивању у Русији како би женама омогућило да наследе престо у одсуству мушких наследника како би Олга наследила царство, за разлику од свог ујака, великог кнеза Михаила. На крају, до ових промена није дошло.

## Гробови Романових и ДНК анализа
Остаци који су касније идентификовани ДНК тестирањем као Романови и њихове слуге откривени су у шуми изван Јекатеринбурга 1991. Два тела, Алексеј и једна од његових сестара, за које се генерално сматра да су Марија или Анастасија, су нестала. Руски археолог је 23. августа 2007. објавио да је открио два скелета, делимично спаљена, на месту ломаче у близини Јекатеринбурга за које се чинило да се поклапају са локалитетом описаним у мемоарима Јуровског. Археолози су рекли да кости припадају дечаку који је у време смрти имао отприлике између дванаест и петнаест година и младој жени која је имала отприлике између петнаест и деветнаест година. Анастасија је имала седамнаест година, у време атентата, док је њена сестра Марија имала деветнаест година, а њен брат Алексеј четрнаест. Олга и Татјана су у време атентата имале двадесет две и двадесет једну годину. Уз остатке два тела, археолози су пронашли „крхотине посуде са сумпорном киселином, ексере, металне траке из дрвене кутије и метке различитог калибра”. Кости су пронађене помоћу детектора метала и металних шипки као сонди.
Прелиминарна испитивања су указала на „висок степен вероватноће” да остаци припадају царевићу Алексеју и једној од његових сестара, објавили су руски форензичари. 22. јануара 2008. године. Руски форензичари су 30. априла 2008. објавили да ДНК тестирање потврђује да остаци припадају царевићу Алексеју и једној од његових сестара. У марту 2009. др Мајкл Кобл из Лабораторије за ДНК идентификацију Оружаних снага САД објавио је коначне, рецензиране резултате тестова на остацима из 2007. године, упоређујући их са остацима из 1991. године, закључивши да је цела породица умрла заједно 1918. године. Исте резултате су добили и аустријски научници.

## Породично стабло
|  |                                                               |  |  |  |  |  |  |  |  |  |  |  |  |  |  |  |
|  | 16. Николај I Павлович                                        |  |  |  |  |  |  |  |  |  |  |  |  |  |  |  |
|  |                                                               |  |  |  |  |  |  |  |  |  |  |  |  |  |  |  |
|  |                                                               |  |  |  |  |  |  |  |  |  |  |  |  |  |  |  |
|  | 8. Александар II Николајевич                                  |  |  |  |  |  |  |  |  |  |  |  |  |  |  |  |
|  |                                                               |  |  |  |  |  |  |  |  |  |  |  |  |  |  |  |
|  |                                                               |  |  |  |  |  |  |  |  |  |  |  |  |  |  |  |
|  | 17. Александра Фјодоровна                                     |  |  |  |  |  |  |  |  |  |  |  |  |  |  |  |
|  |                                                               |  |  |  |  |  |  |  |  |  |  |  |  |  |  |  |
|  |                                                               |  |  |  |  |  |  |  |  |  |  |  |  |  |  |  |
|  | 4. Александар III Александрович                               |  |  |  |  |  |  |  |  |  |  |  |  |  |  |  |
|  |                                                               |  |  |  |  |  |  |  |  |  |  |  |  |  |  |  |
|  |                                                               |  |  |  |  |  |  |  |  |  |  |  |  |  |  |  |
|  | 18. Лудвиг II од Хесена и Рајне                               |  |  |  |  |  |  |  |  |  |  |  |  |  |  |  |
|  |                                                               |  |  |  |  |  |  |  |  |  |  |  |  |  |  |  |
|  |                                                               |  |  |  |  |  |  |  |  |  |  |  |  |  |  |  |
|  | 9. Марија Александровна                                       |  |  |  |  |  |  |  |  |  |  |  |  |  |  |  |
|  |                                                               |  |  |  |  |  |  |  |  |  |  |  |  |  |  |  |
|  |                                                               |  |  |  |  |  |  |  |  |  |  |  |  |  |  |  |
|  | 19. Вилхелмина Баденска                                       |  |  |  |  |  |  |  |  |  |  |  |  |  |  |  |
|  |                                                               |  |  |  |  |  |  |  |  |  |  |  |  |  |  |  |
|  |                                                               |  |  |  |  |  |  |  |  |  |  |  |  |  |  |  |
|  | 2. Николај II Александрович                                   |  |  |  |  |  |  |  |  |  |  |  |  |  |  |  |
|  |                                                               |  |  |  |  |  |  |  |  |  |  |  |  |  |  |  |
|  |                                                               |  |  |  |  |  |  |  |  |  |  |  |  |  |  |  |
|  | 20. Фридрих Вилхелм од Шлезвиг-Холштајн-Зондербург-Гликсбурга |  |  |  |  |  |  |  |  |  |  |  |  |  |  |  |
|  |                                                               |  |  |  |  |  |  |  |  |  |  |  |  |  |  |  |
|  |                                                               |  |  |  |  |  |  |  |  |  |  |  |  |  |  |  |
|  | 10. Кристијан IX Дански                                       |  |  |  |  |  |  |  |  |  |  |  |  |  |  |  |
|  |                                                               |  |  |  |  |  |  |  |  |  |  |  |  |  |  |  |
|  |                                                               |  |  |  |  |  |  |  |  |  |  |  |  |  |  |  |
|  | 21. Лујза Каролина од Хесен-Касела                            |  |  |  |  |  |  |  |  |  |  |  |  |  |  |  |
|  |                                                               |  |  |  |  |  |  |  |  |  |  |  |  |  |  |  |
|  |                                                               |  |  |  |  |  |  |  |  |  |  |  |  |  |  |  |
|  | 5. Марија Фјодоровна                                          |  |  |  |  |  |  |  |  |  |  |  |  |  |  |  |
|  |                                                               |  |  |  |  |  |  |  |  |  |  |  |  |  |  |  |
|  |                                                               |  |  |  |  |  |  |  |  |  |  |  |  |  |  |  |
|  | 22. Вилхелм од Хесен-Касела                                   |  |  |  |  |  |  |  |  |  |  |  |  |  |  |  |
|  |                                                               |  |  |  |  |  |  |  |  |  |  |  |  |  |  |  |
|  |                                                               |  |  |  |  |  |  |  |  |  |  |  |  |  |  |  |
|  | 11. Лујза од Хесен-Касела                                     |  |  |  |  |  |  |  |  |  |  |  |  |  |  |  |
|  |                                                               |  |  |  |  |  |  |  |  |  |  |  |  |  |  |  |
|  |                                                               |  |  |  |  |  |  |  |  |  |  |  |  |  |  |  |
|  | 23. Лујза Шарлота од Данске                                   |  |  |  |  |  |  |  |  |  |  |  |  |  |  |  |
|  |                                                               |  |  |  |  |  |  |  |  |  |  |  |  |  |  |  |
|  |                                                               |  |  |  |  |  |  |  |  |  |  |  |  |  |  |  |
|  | 1. Олга Николајевна                                           |  |  |  |  |  |  |  |  |  |  |  |  |  |  |  |
|  |                                                               |  |  |  |  |  |  |  |  |  |  |  |  |  |  |  |
|  |                                                               |  |  |  |  |  |  |  |  |  |  |  |  |  |  |  |
|  | 24. Лудвиг II од Хесена и Рајне (=18)                         |  |  |  |  |  |  |  |  |  |  |  |  |  |  |  |
|  |                                                               |  |  |  |  |  |  |  |  |  |  |  |  |  |  |  |
|  |                                                               |  |  |  |  |  |  |  |  |  |  |  |  |  |  |  |
|  | 12. Карл од Хесена и Рајне                                    |  |  |  |  |  |  |  |  |  |  |  |  |  |  |  |
|  |                                                               |  |  |  |  |  |  |  |  |  |  |  |  |  |  |  |
|  |                                                               |  |  |  |  |  |  |  |  |  |  |  |  |  |  |  |
|  | 25. Вилхелмина Баденска (=19)                                 |  |  |  |  |  |  |  |  |  |  |  |  |  |  |  |
|  |                                                               |  |  |  |  |  |  |  |  |  |  |  |  |  |  |  |
|  |                                                               |  |  |  |  |  |  |  |  |  |  |  |  |  |  |  |
|  | 6. Лудвиг IV                                                  |  |  |  |  |  |  |  |  |  |  |  |  |  |  |  |
|  |                                                               |  |  |  |  |  |  |  |  |  |  |  |  |  |  |  |
|  |                                                               |  |  |  |  |  |  |  |  |  |  |  |  |  |  |  |
|  | 26. Вилхелм од Пруске (1783—1851)                             |  |  |  |  |  |  |  |  |  |  |  |  |  |  |  |
|  |                                                               |  |  |  |  |  |  |  |  |  |  |  |  |  |  |  |
|  |                                                               |  |  |  |  |  |  |  |  |  |  |  |  |  |  |  |
|  | 13. Елизабета од Пруске                                       |  |  |  |  |  |  |  |  |  |  |  |  |  |  |  |
|  |                                                               |  |  |  |  |  |  |  |  |  |  |  |  |  |  |  |
|  |                                                               |  |  |  |  |  |  |  |  |  |  |  |  |  |  |  |
|  | 27. Landgravine Marie Anna of Hesse-Homburg                   |  |  |  |  |  |  |  |  |  |  |  |  |  |  |  |
|  |                                                               |  |  |  |  |  |  |  |  |  |  |  |  |  |  |  |
|  |                                                               |  |  |  |  |  |  |  |  |  |  |  |  |  |  |  |
|  | 3. Александра Фјодоровна                                      |  |  |  |  |  |  |  |  |  |  |  |  |  |  |  |
|  |                                                               |  |  |  |  |  |  |  |  |  |  |  |  |  |  |  |
|  |                                                               |  |  |  |  |  |  |  |  |  |  |  |  |  |  |  |
|  | 28. Ернест I од Сакс-Кобург и Салфелда                        |  |  |  |  |  |  |  |  |  |  |  |  |  |  |  |
|  |                                                               |  |  |  |  |  |  |  |  |  |  |  |  |  |  |  |
|  |                                                               |  |  |  |  |  |  |  |  |  |  |  |  |  |  |  |
|  | 14. Алберт од Саксен-Кобурга и Готе                           |  |  |  |  |  |  |  |  |  |  |  |  |  |  |  |
|  |                                                               |  |  |  |  |  |  |  |  |  |  |  |  |  |  |  |
|  |                                                               |  |  |  |  |  |  |  |  |  |  |  |  |  |  |  |
|  | 29. Лујза од Сакс-Кобург и Алтенбурга                         |  |  |  |  |  |  |  |  |  |  |  |  |  |  |  |
|  |                                                               |  |  |  |  |  |  |  |  |  |  |  |  |  |  |  |
|  |                                                               |  |  |  |  |  |  |  |  |  |  |  |  |  |  |  |
|  | 7. Алиса од Велике Британије                                  |  |  |  |  |  |  |  |  |  |  |  |  |  |  |  |
|  |                                                               |  |  |  |  |  |  |  |  |  |  |  |  |  |  |  |
|  |                                                               |  |  |  |  |  |  |  |  |  |  |  |  |  |  |  |
|  | 30. Едвард, војвода од Кента и Стратхорна                     |  |  |  |  |  |  |  |  |  |  |  |  |  |  |  |
|  |                                                               |  |  |  |  |  |  |  |  |  |  |  |  |  |  |  |
|  |                                                               |  |  |  |  |  |  |  |  |  |  |  |  |  |  |  |
|  | 15. Викторија Хановерска                                      |  |  |  |  |  |  |  |  |  |  |  |  |  |  |  |
|  |                                                               |  |  |  |  |  |  |  |  |  |  |  |  |  |  |  |
|  |                                                               |  |  |  |  |  |  |  |  |  |  |  |  |  |  |  |
|  | 31. Викторија, војвоткиња од Кента и Стратхорна               |  |  |  |  |  |  |  |  |  |  |  |  |  |  |  |
|  |                                                               |  |  |  |  |  |  |  |  |  |  |  |  |  |  |  |
|  |                                                               |  |  |  |  |  |  |  |  |  |  |  |  |  |  |  |

## Породица

### Браћа и сестре
| име                    | слика | датум рођења     | датум смрти   |
| ---------------------- | ----- | ---------------- | ------------- |
| Татјана Николајевна    |       | 10. јун 1897.    | 17. јул 1918. |
| Марија Николајевна     |       | 26. јун 1899.    | 17. јул 1918. |
| Анастасија Николајевна |       | 18. јун 1901.    | 17. јул 1918. |
| Алексеј Николајевич    |       | 12. август 1904. | 17. јул 1918. |

## Даља читања
- Azar, Helen. "The Diary of Olga Romanov: Royal Witness to the Russian Revolution." Westholme Publishing, 2013.  978-1594161773
- Fleming, Candace. "The Family Romanov: Murder, Rebellion, and the Fall of Imperial Russia." Schwartz & Wade, 2014.  978-0375867828
- Hawkins, George. Correspondence of the Russian Grand Duchesses: Letters of the Daughters of the Last Tsar. ISBN 979-8571453486.  Amazon 2020.